# Palacio Arzobispal (Manizales)
El Palacio Arzobispal es un edificio sede de la arquidiócesis de Manizales, que data de 1926, ubicado en el centro histórico de la ciudad y declarado monumento nacional de Colombia en 1982, por su valor histórico y artístico.

## Historia

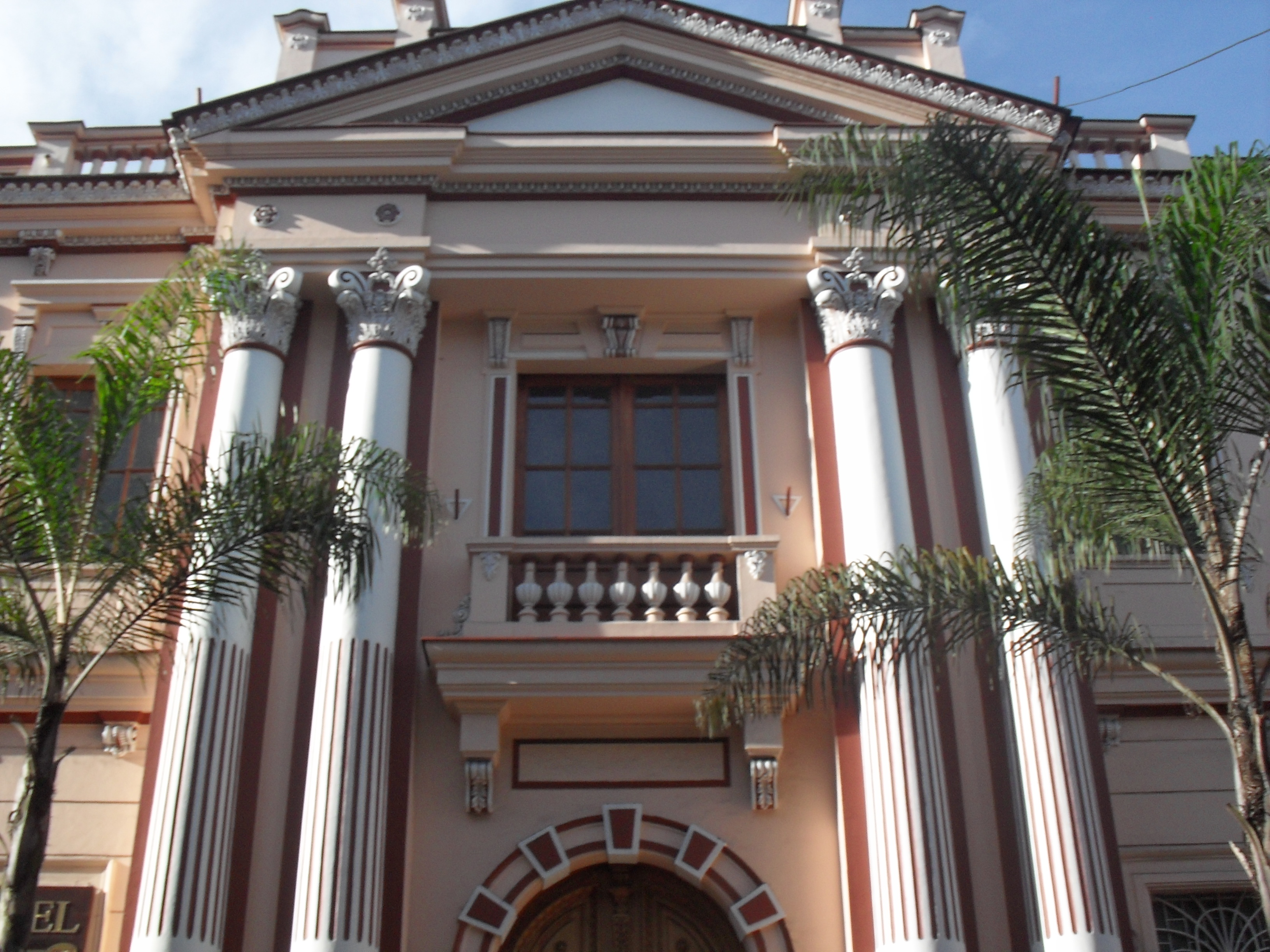
Detalle del acceso principal.

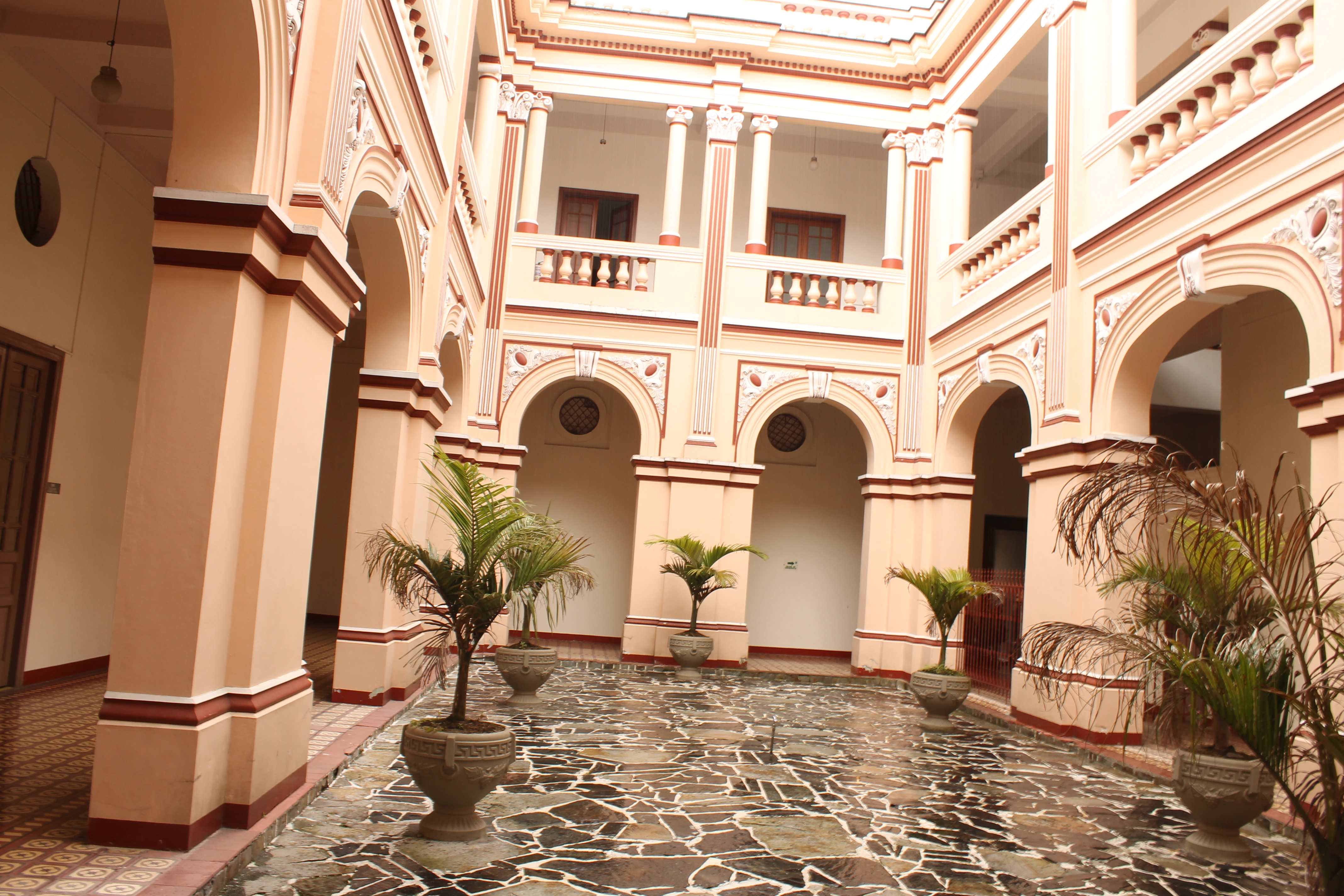
Patio interior del palacio.

### Primer palacio
El 11 de abril de 1900, el segundo templo de Manizales fue elevado a la categoría de Catedral por el papa León XIII, siendo el primer obispo el presbítero Gregorio Nacianceno Hoyos, quien construyó un palacio sobre la calle de la esponsion (actual carrera 23) a finales de la segunda década del siglo XX, y para lo cual se utilizó madera con revestimiento con láminas metálicas, las cuales fueron elaboradas por Edwards Manufactury Company de Cincinnati, el edificio sería destruido por el incendio de 1925.

### Construcción
El segundo palacio fue reconstruido a partir de 1926, bajo el obispado de monseñor Tiberio de J. Salazar y Herrera; proyecto asignado al coadjutor salesiano Giovanni Buscaglione de origen italiano, quien trabajó sobre los planos iniciales del arquitecto Julien Polti, también se le atribuye participación al arquitecto colombiano Benjamín Dussan Canals.

## Galería

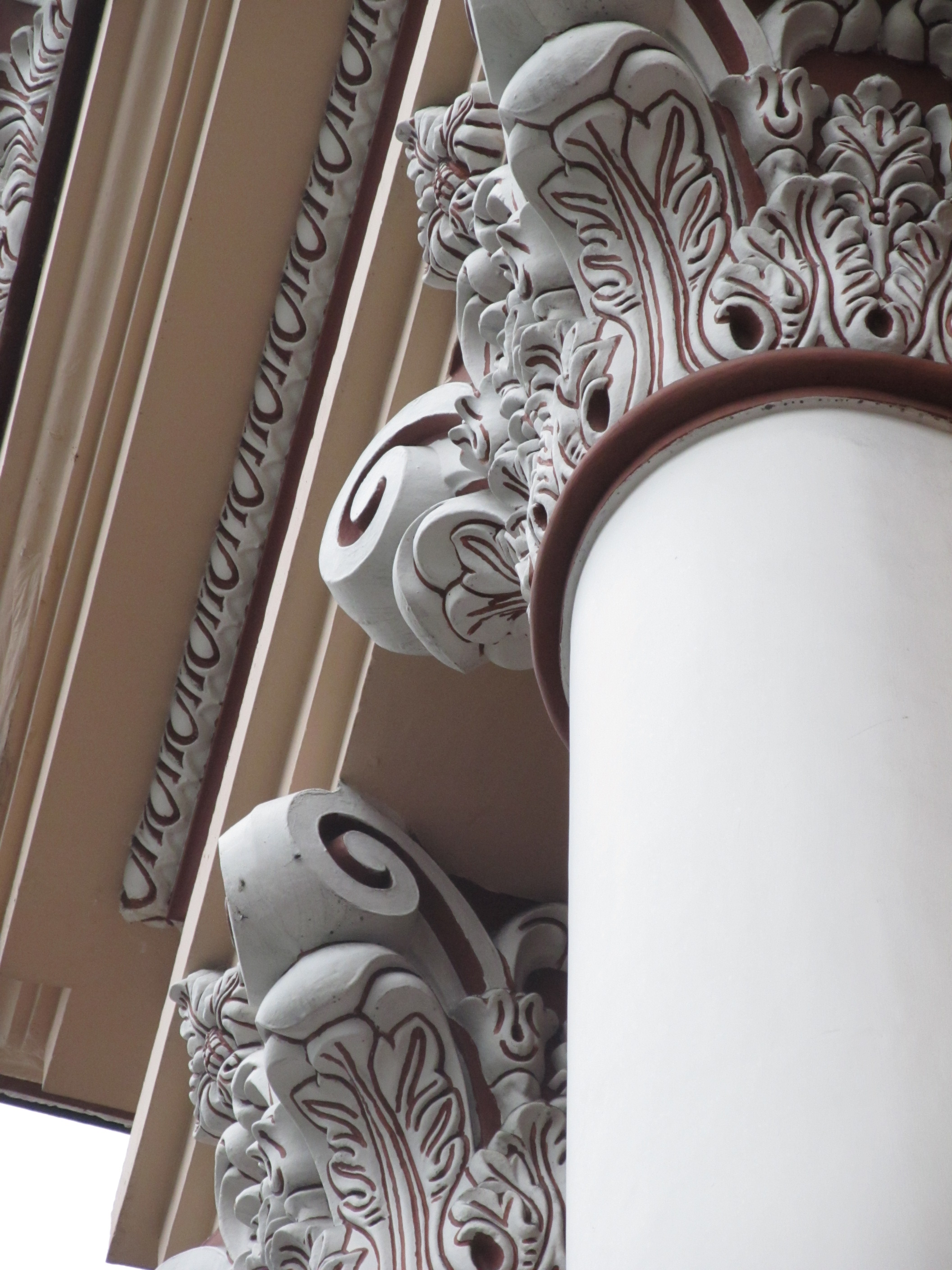
Detalle columnas de la fachada.
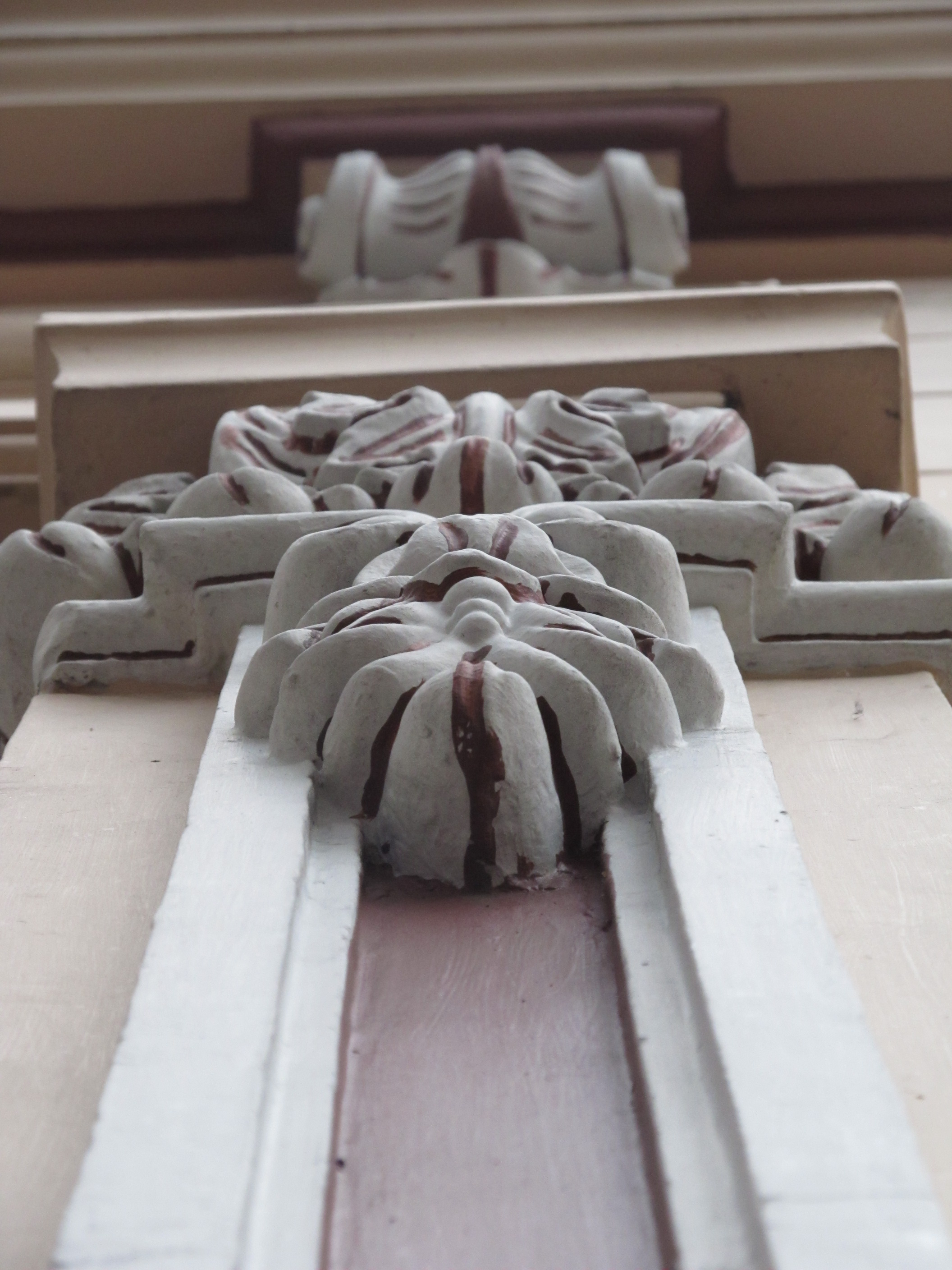
Detalle ornamento de la fachada.
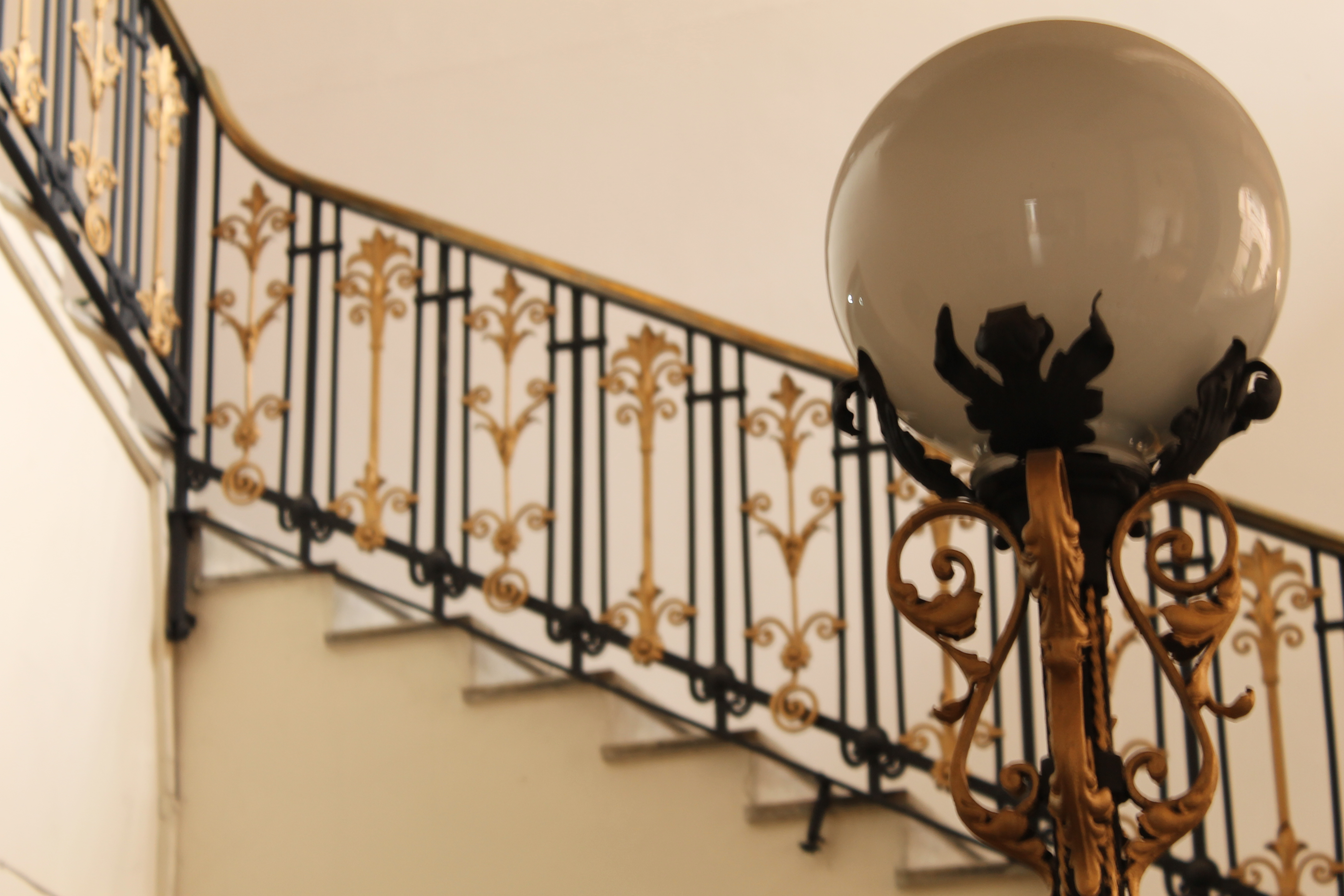
Forjado escalera interior.
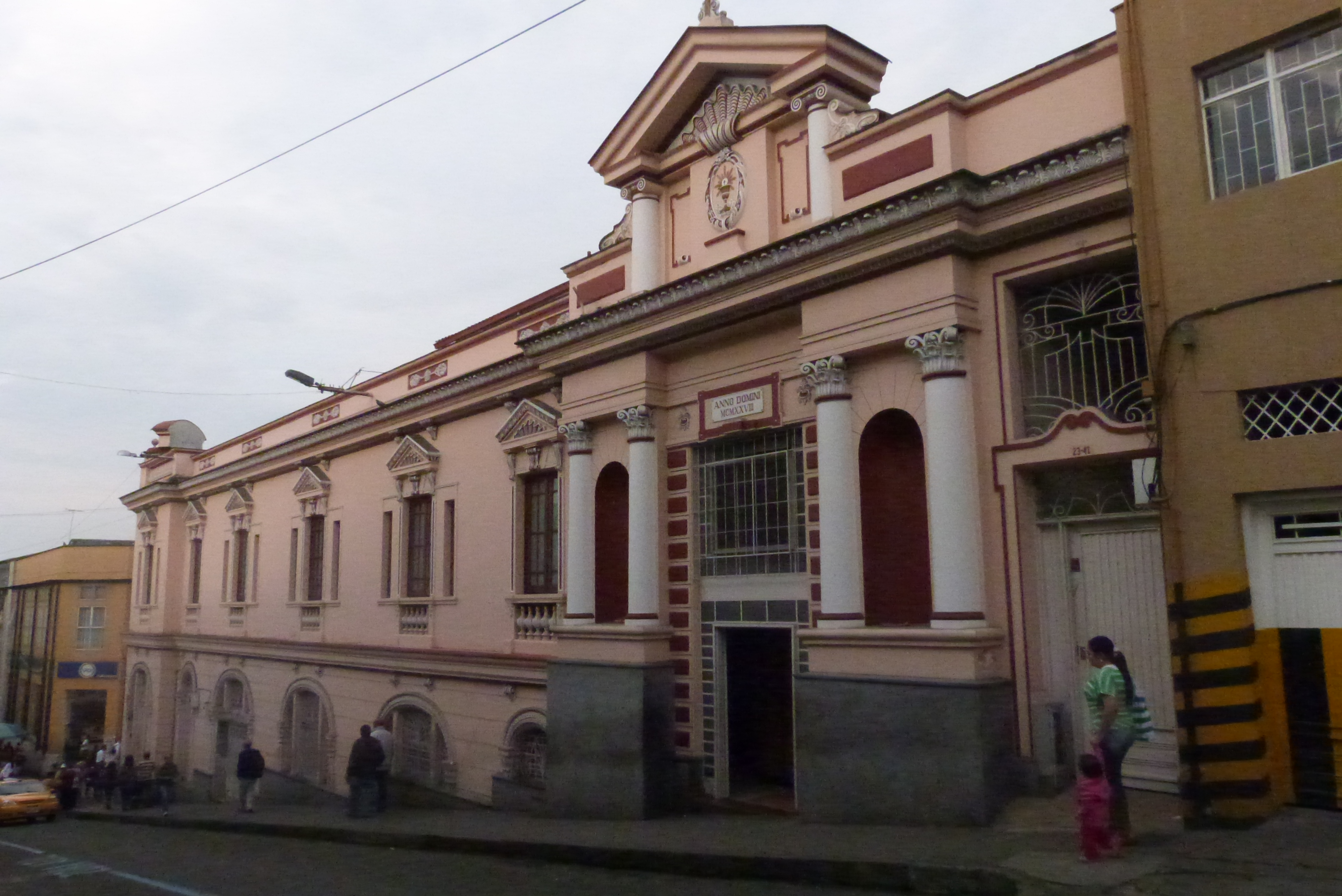
Fachada lateral e ingreso a la capilla.